# جون سكوت (سياسي أمريكي)
جون سكوت (بالإنجليزية: John Scott)‏ هو محامي وسياسي أمريكي، ولد في 24 يوليو 1824 في الولايات المتحدة، وتوفي في 29 نوفمبر 1896 في فيلادلفيا في الولايات المتحدة. حزبياً، نشط في الحزب الجمهوري. وقد انتخب عضو مجلس نواب بنسيلفانيا وانتخب عضو مجلس الشيوخ الأمريكي.